# Observatorium Višnjan
Observatorium Višnjan, kroatisch Zvjezdarnica Višnjan, ist eine Sternwarte in der Stadt Višnjan in Kroatien.
Das Observatorium verfügt über ein 407 mm durchmessendes Spiegelteleskop, mit dem mehr als hundert Asteroiden entdeckt wurden; des Weiteren bietet es ein Sommerprogramm für junge Astronomen, Archäologen, Meeresbiologen etc.